# 민트로봇
민트로봇은 2016년에 설립된 대한민국 로봇기업이다. 민트로봇은 “인간의 삶의 질을 보다 향상시킬 수 있는 로봇을 개발해 인간과 로봇이 공존하며, 조화를 이루는 미래 생태계를 구현한다”는 미션(Mission)을 갖고 있다. 또한 민트로봇은 누구나 저렴한 비용으로 용이하게 사용할 수 있는 로봇의 보급을 위해 로봇 원가에 큰 영향을 미치는 핵심 부품 기술을 개발하고 효율적인 생산 프로세스를 도입 및 운영하는 데 역점을 두고 있다.
주요 생산 제품은 6축 다관절 로봇암, 3축 수직 평면 로봇암, 4축 스카라 로봇암, 4축 원통형 스카라 로봇암 등이다. 정밀감속기, 모션제어기, 드라이버 및 엔코더, 로봇 자동화 솔루션 분야에서 핵심 기술을 보유하고 있다. 특히, 기존 로봇 감속기들의 장단점들을 보완하고 친환경적인 신소재 사용이 가능한 신개념 로봇 감속기(Elacloid Drive)를 개발해 국제 특허를 획득하고, 상용화에 속도를 내고 있다. 검증된 플랫폼 기반으로 개발된 모션 제어기는 유럽 안전인증(CE)을 획득해 높은 신뢰성을 인정받았다. 이 밖에도, 웹 기반 환경에서 개발된 독자적인 소프트웨어를 통해 비전문가들도 쉽게 로봇을 교시하거나 프로그래밍할 수 있도록 했다.
민트로봇은 각종 핵심 부품에 안전 협업 운전 기능을 접목한 소형 산업용 로봇암 ‘팔(Pal)-A’시리즈 6축 및 3축 로봇을 출시하고 있다. ‘팔(Pal) A’ 시리즈는 3축 평면 로봇(PPA 시리즈), 스카라 로봇(PSA 시리즈), 원통형 스카라 로봇(PCA 시리즈), 6축 다관절로봇(PAA 시리즈) 등 4종류로 구성되어 있다. ‘기본에 충실한 소형 산업용 로봇암’이란 컨셉으로 높은 실용성과 가성비, 그리고 차별적인 디자인으로 여러 제조 산업현장에서 활용되고 있다. 민트로봇의 로봇 제품은 경쟁사들과는 다른 형태의 로봇을 선보이고 있다. 외형 자체가 사각형 형태다. 2020년 ‘iF 디자인 어워드 2020’에서 제품의 디자인 외형과 통합된 기업 아이덴티티를 구현한 웹사이트(Website) 및 브랜딩(Corporate & Branding) 부분에서 각각 디자인 상을 수상하는 영광도 안았다.
민트로봇은 로봇 제조 전문기업이지만 자사 로봇과 비전시스템, 센서, 인공지능 기술 등을 활용해 자동화 사업을 전개하고 있으며 올해는 세계 처음으로 프리미엄 로봇 가전인 ‘스퀘어민트(SQUAREMINT)’를 출시했다.

## 수상
2021년 로봇신문에 의해 '올해의 대한민국 로봇기업(Korea Robot Company of the Year 2021)'에 선정되었다.

1. ↑  “로봇신문 '2021 올해의 대한민국 로봇기업' 선정”. 2021년 12월 4일에 원본 문서에서 보존된 문서. 2021년 12월 4일에 확인함.